# Метју Вотерхаус
Метју Вотерхаус (енгл. Matthew Waterhouse; Хертфорд, 19. децембар 1961) је британски глумац и писац. Вотерхаус је најпознатији по улози Адрика у научно-фантастичној серији Доктор Ху.